# NGC 7000
NGC 7000 je emisijska maglica u zviježđu Labud, blizu zvijezde Deneb. Zbog prepoznatljivog oblika maglice, koji donekle podsjeća na kontinent Sjevernu Ameriku, često se pogrješno zove Maglica Sjeverna Amerika. Maglicu je otkrio William Herschel u XVIII. stoljeću.

## Svojstva
NGC 7000 je velika maglica koja pokriva prostor deset puta veći od punog Mjeseca. Unatoč dimenzijama, njen ukupni sjaj je skroman što kao posljedicu ima maleni površinski sjaj. Zbog toga je maglica nevidljiva golim okom. Dvogledi i teleskopi s velikim vidnim poljem, pod dovoljno tamnim nebom, mogu pokazati maglicu kao magličast oblak.
Koristeći specijalne filtere (poput UHC) koji odbijaju neželjeno svijetlo, maglicu je moguće vidjeti golim okom pod tamnim nebom. Njen specifičan oblik i crvena boja pokazuju se samo na fotografijama.
NGC 7000 i obližnja Maglica Pelikan su u stvari isti međuzvjezdani oblak ioniziranog vodika. Između nas i maglice nalaze se kompleksni oblaci međuzvjezdane prašine. Ti oblaci blokiraju svjetlost zvijezda i maglica u pozadini što uzrokuje oblike koje mi vidimo. 
Točna udaljenost do maglice, niti zvijezda koja uzrokuje ionizaciju, nisu poznati. Ako ionizaciju maglice uzrokuje Deneb, onda je udaljenost maglice oko 1,800 ly.